# UAE Tour 2019
L'UAE Tour 2019, prima edizione della corsa, valevole come terza prova dell'UCI World Tour 2019 categoria 2.UWT, si è svolto in sette tappe dal 24 febbraio al 2 marzo 2019 su un percorso di 1 082 km, con partenza da Al Hudayriat Island e arrivo a Dubai City Walk, negli Emirati Arabi Uniti. La vittoria è stata appannaggio dello sloveno Primož Roglič, che ha completato il percorso in 26h27'29" alla media di 40,895 km/h, precedendo lo spagnolo Alejandro Valverde e il francese David Gaudu.
Al traguardo di Dubai City Walk 131 ciclisti, su 140 partiti da Al Hudayriat Island, hanno portato a termine la competizione.

## Tappe
| Tappa  | Data        | Percorso                                                    | km    | Vincitore di tappa | Leader cl. generale |
| ------ | ----------- | ----------------------------------------------------------- | ----- | ------------------ | ------------------- |
| 1ª     | 24 febbraio | Al Hudayriat Island > Al Hudayriat Island (cron. a squadre) | 16    | Team Jumbo-Visma   | Primož Roglič       |
| 2ª     | 25 febbraio | Yas Mall > Abu Dhabi                                        | 184   | Fernando Gaviria   | Primož Roglič       |
| 3ª     | 26 febbraio | UAE University > Jebel Hafeet                               | 179   | Alejandro Valverde | Primož Roglič       |
| 4ª     | 27 febbraio | Dubai > Hatta Dam                                           | 197   | Caleb Ewan         | Primož Roglič       |
| 5ª     | 28 febbraio | Sharja > Khawr Fakkān                                       | 181   | Elia Viviani       | Primož Roglič       |
| 6ª     | 1º marzo    | Ajman > Jebel Jais                                          | 175   | Primož Roglič      | Primož Roglič       |
| 7ª     | 2 marzo     | Dubai Safari Park > Dubai City Walk                         | 145   | Sam Bennett        | Primož Roglič       |
| Totale | Totale      | Totale                                                      | 1 082 |                    |                     |

## Squadre e corridori partecipanti
| N.    | Cod. | Squadra               |
| ----- | ---- | --------------------- |
| 1-7   | MOV  | Movistar Team         |
| 11-17 | ALM  | AG2R La Mondiale      |
| 21-27 | AST  | Astana Pro Team       |
| 31-37 | TBM  | Bahrain-Merida        |
| 41-47 | BOH  | Bora-Hansgrohe        |
| 51-57 | CPT  | CCC Team              |
| 61-67 | DQT  | Deceuninck-Quick-Step |
| 71-76 | EF1  | EF Education First    |
| 81-87 | GAZ  | Gazprom-RusVelo       |
| 91-97 | GFC  | Groupama-FDJ          |

| N.      | Cod. | Squadra              |
| ------- | ---- | -------------------- |
| 101-107 | LTS  | Lotto Soudal         |
| 111-117 | MTS  | Mitchelton-Scott     |
| 121-127 | TDD  | Team Dimension Data  |
| 131-137 | TJV  | Team Jumbo-Visma     |
| 141-147 | TKA  | Team Katusha Alpecin |
| 151-157 | TNN  | Team Novo Nordisk    |
| 161-167 | SKY  | Team Sky             |
| 171-177 | SUN  | Team Sunweb          |
| 181-187 | TFS  | Trek-Segafredo       |
| 191-197 | UAD  | UAE Team Emirates    |

## Dettagli delle tappe

### 1ª tappa
- 24 febbraio: Al Hudayriat Island > Al Hudayriat Island – Cronometro a squadre – 16 km

Risultati
| Pos. | Squadra          | Tempo  |
| ---- | ---------------- | ------ |
| 1    | Team Jumbo-Visma | 16'49" |
| 2    | Team Sunweb      | a 7"   |
| 3    | Bahrain-Merida   | a 9"   |

| Pos. | Corridore       | Squadra | Tempo  |
| ---- | --------------- | ------- | ------ |
| 1    | Primož Roglič   | Jumbo   | 16'49" |
| 2    | Laurens De Plus | Jumbo   | s.t.   |
| 3    | Jos van Emden   | Jumbo   | s.t.   |

### 2ª tappa
- 25 febbraio: Yas Mall > Abu Dhabi – 184 km

Risultati
| Pos. | Corridore        | Squadra    | Tempo    |
| ---- | ---------------- | ---------- | -------- |
| 1    | Fernando Gaviria | UAE        | 4h36'32" |
| 2    | Elia Viviani     | Deceuninck | s.t.     |
| 3    | Caleb Ewan       | Lotto      | s.t.     |

| Pos. | Corridore       | Squadra | Tempo    |
| ---- | --------------- | ------- | -------- |
| 1    | Primož Roglič   | Jumbo   | 4h53'21" |
| 2    | Jos van Emden   | Jumbo   | s.t.     |
| 3    | Laurens De Plus | Jumbo   | s.t.     |

### 3ª tappa
- 26 febbraio: UAE University > Jebel Hafeet – 179 km

Risultati
| Pos. | Corridore          | Squadra  | Tempo    |
| ---- | ------------------ | -------- | -------- |
| 1    | Alejandro Valverde | Movistar | 4h44'50" |
| 2    | Primož Roglič      | Jumbo    | s.t.     |
| 3    | David Gaudu        | Groupama | s.t.     |

| Pos. | Corridore          | Squadra  | Tempo    |
| ---- | ------------------ | -------- | -------- |
| 1    | Primož Roglič      | Jumbo    | 9h38'05" |
| 2    | Alejandro Valverde | Movistar | a 14"    |
| 3    | David Gaudu        | Groupama | a 31"    |

### 4ª tappa
- 27 febbraio: Dubai > Hatta Dam – 197 km

Risultati
| Pos. | Corridore        | Squadra | Tempo    |
| ---- | ---------------- | ------- | -------- |
| 1    | Caleb Ewan       | Lotto   | 4h27'07" |
| 2    | Matteo Moschetti | Trek    | a 2"     |
| 3    | Primož Roglič    | Jumbo   | s.t.     |

| Pos. | Corridore          | Squadra  | Tempo     |
| ---- | ------------------ | -------- | --------- |
| 1    | Primož Roglič      | Jumbo    | 14h05'10" |
| 2    | Alejandro Valverde | Movistar | a 21"     |
| 3    | David Gaudu        | Groupama | a 38"     |

### 5ª tappa
- 28 febbraio: Sharja > Khawr Fakkān – 181 km

Risultati
| Pos. | Corridore        | Squadra    | Tempo    |
| ---- | ---------------- | ---------- | -------- |
| 1    | Elia Viviani     | Deceuninck | 4h48'59" |
| 2    | Fernando Gaviria | UAE        | s.t.     |
| 3    | Marcel Kittel    | Katusha    | s.t.     |

| Pos. | Corridore          | Squadra  | Tempo     |
| ---- | ------------------ | -------- | --------- |
| 1    | Primož Roglič      | Jumbo    | 18h54'09" |
| 2    | Alejandro Valverde | Movistar | a 21"     |
| 3    | David Gaudu        | Groupama | a 38"     |

### 6ª tappa
- 1º marzo: Ajman > Jebel Jais – 175 km

Risultati
| Pos. | Corridore     | Squadra  | Tempo    |
| ---- | ------------- | -------- | -------- |
| 1    | Primož Roglič | Jumbo    | 4h15'39" |
| 2    | Tom Dumoulin  | Sunweb   | s.t.     |
| 3    | David Gaudu   | Groupama | s.t.     |

| Pos. | Corridore          | Squadra  | Tempo     |
| ---- | ------------------ | -------- | --------- |
| 1    | Primož Roglič      | Jumbo    | 23h09'38" |
| 2    | Alejandro Valverde | Movistar | a 31"     |
| 3    | David Gaudu        | Groupama | a 44"     |

### 7ª tappa
- 2 marzo: Dubai Safari Park > Dubai City Walk – 145 km

Risultati
| Pos. | Corridore        | Squadra | Tempo    |
| ---- | ---------------- | ------- | -------- |
| 1    | Sam Bennett      | Bora    | 3h17'51" |
| 2    | Fernando Gaviria | UAE     | s.t.     |
| 3    | Caleb Ewan       | Lotto   | s.t.     |

| Pos. | Corridore          | Squadra  | Tempo     |
| ---- | ------------------ | -------- | --------- |
| 1    | Primož Roglič      | Jumbo    | 26h27'29" |
| 2    | Alejandro Valverde | Movistar | a 31"     |
| 3    | David Gaudu        | Groupama | a 44"     |

## Evoluzione delle classifiche
| Tappa              | Vincitore          | Classifica generale Maglia rossa | Classifica a punti Maglia verde | Classifica sprint intermedi Maglia nera | Classifica giovani Maglia bianca |
| ------------------ | ------------------ | -------------------------------- | ------------------------------- | --------------------------------------- | -------------------------------- |
| 1ª                 | Team Jumbo-Visma   | Primož Roglič                    | non assegnata                   | non assegnata                           | Laurens De Plus                  |
| 2ª                 | Fernando Gaviria   | Primož Roglič                    | Fernando Gaviria                | Stepan Kur'janov                        | Laurens De Plus                  |
| 3ª                 | Alejandro Valverde | Primož Roglič                    | Stepan Kur'janov                | Stepan Kur'janov                        | David Gaudu                      |
| 4ª                 | Caleb Ewan         | Primož Roglič                    | Stepan Kur'janov                | Stepan Kur'janov                        | David Gaudu                      |
| 5ª                 | Elia Viviani       | Primož Roglič                    | Stepan Kur'janov                | Stepan Kur'janov                        | David Gaudu                      |
| 6ª                 | Primož Roglič      | Primož Roglič                    | Stepan Kur'janov                | Stepan Kur'janov                        | David Gaudu                      |
| 7ª                 | Sam Bennett        | Primož Roglič                    | Elia Viviani                    | Stepan Kur'janov                        | David Gaudu                      |
| Classifiche finali | Classifiche finali | Primož Roglič                    | Elia Viviani                    | Stepan Kur'janov                        | David Gaudu                      |

## Classifiche finali

### Classifica generale - Maglia rossa
| Pos. | Corridore          | Squadra    | Tempo     |
| ---- | ------------------ | ---------- | --------- |
| 1    | Primož Roglič      | Jumbo      | 26h27'29" |
| 2    | Alejandro Valverde | Movistar   | a 31"     |
| 3    | David Gaudu        | Groupama   | a 44"     |
| 4    | Emanuel Buchmann   | Bora       | a 56"     |
| 5    | Wilco Kelderman    | Sunweb     | a 1'04"   |
| 6    | Tom Dumoulin       | Sunweb     | a 1'08"   |
| 7    | Daniel Martin      | UAE        | a 1'11"   |
| 8    | James Knox         | Deceuninck | a 1'29"   |
| 9    | Laurens De Plus    | Jumbo      | a 1'45"   |
| 10   | Michał Kwiatkowski | Sky        | a 1'49"   |

### Classifica a punti - Maglia verde
| Pos. | Corridore        | Squadra    | Punti |
| ---- | ---------------- | ---------- | ----- |
| 1    | Elia Viviani     | Deceuninck | 57    |
| 2    | Fernando Gaviria | UAE        | 52    |
| 3    | Stepan Kur'janov | Gazprom    | 52    |
| 4    | Primož Roglič    | Jumbo      | 48    |
| 5    | Caleb Ewan       | Lotto      | 44    |

### Classifica sprint intermedi - Maglia nera
| Pos. | Corridore        | Squadra    | Punti |
| ---- | ---------------- | ---------- | ----- |
| 1    | Stepan Kur'janov | Gazprom    | 52    |
| 2    | Charles Planet   | Novo Nor.  | 43    |
| 3    | William Clarke   | Trek       | 16    |
| 4    | Elia Viviani     | Deceuninck | 14    |
| 5    | Dmitrij Gruzdev  | Astana     | 13    |

### Classifica giovani - Maglia bianca
| Pos. | Corridore       | Squadra    | Tempo     |
| ---- | --------------- | ---------- | --------- |
| 1    | David Gaudu     | Groupama   | 26h28'13" |
| 2    | James Knox      | Deceuninck | a 45"     |
| 3    | Laurens De Plus | Jumbo      | a 1'01"   |
| 4    | Max. Schachmann | Bora       | a 1'12"   |
| 5    | Pavel Sivakov   | Sky        | a 3'54"   |